# Думенца
Думенца (італ. Dumenza) — муніципалітет в Італії, у регіоні Ломбардія, провінція Варезе.
Думенца розташована на відстані близько 550 км на північний захід від Рима, 70 км на північний захід від Мілана, 23 км на північ від Варезе.
Населення — 1487 осіб (2014).

## Демографія
Населення за роками:

Станом на 1 січня 2023 року в муніципалітеті офіційно проживало 90 іноземців з 28 країн, серед них 18 громадян країн Євросоюзу та 8 громадян України.

## Сусідні муніципалітети
- Агра
- Астано
- Курилья-кон-Монтев'яско
- Луїно
- Макканьо-кон-Піно-е-Веддаска
- Мільєлья
- Монтеджо
- Новаджо
- Сесса